# غاري هاينز
غاري هاينز (بالإنجليزية: Garry Hynes)‏ هي مخرجة أيرلندية، ولدت في 10 يونيو 1953 في Roscommon ‏ في جمهورية أيرلندا.

## وصلات خارجية
- غاري هاينز على موقع قاعدة بيانات برودواي على الإنترنت (الإنجليزية)